# Synallaxis
Synallaxis és un gènere d'ocells de la família dels furnàrids (Furnariidae) que agrupa nombroses espècies natives de l'Amèrica tropical (Neotròpic), la gran majoria d'Amèrica del Sud i tres d'Amèrica Central i Mèxic. Es distribueixen des del sud de Mèxic fins al centre de l'Argentina i l'Uruguai.

## Descripció
Synallaxis és un gènere complicat de foscos i esvelts furnàrids, amb ales curtes i sovint cues llargues amb dues puntes. Mesuren entre 12,5 i 19 cm de longitud. Ocupen matolls en una varietat d'hàbitats boscosos i semioberts. Les espècies poden ser difícils d'identificar i són difícils de veure; cal prestar atenció a les vocalitzacions sovint característiques. Moltes espècies mostren una corona rogenca contrastant i també a les ales, i moltes tenen una taca a la gola que es torna més conspícua (més negra) quan canten. El color de la cua és rogenc algunes i grisenc o marró en altres. Els nius són estructures globulars fetes de branquetes amb una entrada tubular de costat.

## Taxonomia i etimologia
El gènere Synallaxis va ser introduït el 1818 per l'ornitòleg francès Louis Pierre Vieillot. El nom prové del grec antic «sunallaxis» que significa “intercanvi”. Vieillot no va especificar cap espècie tipus, però l'any 1840 George Gray en va designar el cuaespinós de corona rogenca.
L'espècie Mazaria propinqua va estar inclosa en aquest gènere fins que els estudis de genètica molecular de Claramunt (2014) van trobar que és germana de Schoeniophylax phryganophilus, i que juntes formen un clade amb Certhiaxis. Aquesta relació propera entre M. propinqua, habitual a les illes dels rius amazònics, i S. phryganophilus, de la regió de la conca el riu Paraná, revela un nou patró biogeogràfic compartit per almenys quatre parells més de tàxons amb ecologia i distribució similars. Els contundents resultats obtinguts van portar a la descripció d'un nou gènere monotípic, exclusiu per a l'espècie: Mazaria (Claramunt, 2014). Aquest canvi taxonòmic ha estat adoptat per les principals classificacions, i aprovat pel Comitè de Classificació de Sud-amèrica (SACC), a la Proposta N° 717.
Segons la Classificació del Congrés Ornitològic Internacional (versió 14.2, 2024) aquest gènere està format per 37 espècies:
- cuaespinós de pitet - (Synallaxis scutata).[nota 1][2]
- cuaespinós cineri - (Synallaxis cinerascens).
- cuaespinós de la Guaiana - (Synallaxis gujanensis).
- cuaespinós de Casaldàliga - (Synallaxis simoni).[nota 2][9][10]
- cuaespinós ocraci - (Synallaxis albilora).
- cuaespinós del Marañón - (Synallaxis maranonica).
- cuaespinós pit-ratllat - (Synallaxis hypochondriaca).[nota 3][11][6][12][1]
- cuaespinós de pit maculat - (Synallaxis stictothorax).[nota 4][2]
- cuaespinós de Chinchipe - (Synallaxis chinchipensis).[nota 5][13][10][14][15][16]
- cuaespinós de Zimmer - (Synallaxis zimmeri).
- cuaespinós fumat - (Synallaxis brachyura).
- cuaespinós de Cundinamarca - (Synallaxis subpudica).
- cuaespinós funest - (Synallaxis hellmayri).[nota 6][11][1][12]
- cuaespinós de corona rogenca - (Synallaxis ruficapilla).
- cuaespinós de Bahia - (Synallaxis cinerea).[nota 7][17]
- cuaespinós de Pinto - (Synallaxis infuscata).
- cuaespinós fosc - (Synallaxis moesta).
- cuaespinós de McConell - (Synallaxis macconnelli).
- cuaespinós de Cabanis - (Synallaxis cabanisi).
- cuaespinós cendrós - (Synallaxis hypospodia).
- cuaespinós de Spix - (Synallaxis spixi).
- cuaespinós gorjablanc - (Synallaxis albigularis).
- cuaespinós de l'Orinoco - (Synallaxis beverlyae).
- cuaespinós pitblanc - (Synallaxis albescens).
- cuaespinós frontgrís - (Synallaxis frontalis).
- cuaespinós d'Azara - (Synallaxis azarae).
- cuaespinós d'Apurímac - (Synallaxis courseni).
- cuaespinós de Candé - (Synallaxis candei).
- cuaespinós pit-rogenc - (Synallaxis erythrothorax).
- cuaespinós del Roraima - (Synallaxis kollari).
- cuaespinós carboner - (Synallaxis tithys).
- cuaespinós de Santa Marta - (Synallaxis fuscorufa).
- cuaespinós rogenc - (Synallaxis unirufa).
- cuaespinós canyella - (Synallaxis castanea).
- cuaespinós pitestriat - (Synallaxis cinnamomea).
- cuaespinós ardent - (Synallaxis rutilans).
- cuaespinós alanegre - (Synallaxis cherriei).